# Phorbia hirtella
Phorbia hirtella är en tvåvingeart som beskrevs av Griffiths 1996. Phorbia hirtella ingår i släktet Phorbia och familjen blomsterflugor. Inga underarter finns listade i Catalogue of Life.